# David Autor
David H. Autor est un économiste américain, actuellement professeur au Massachusetts Institute of Technology (MIT). Si ses contributions à la discipline économique sont variées, il est essentiellement reconnu comme un spécialiste d'économie du travail. Il est également Research Associate au National Bureau of Economic Research.

## Éducation
David Autor a reçu en 1989 une licence en psychologie de l'Université Tufts, avant d'être diplômé en 1994 et 1999 d'un master et d'un doctorat en politique publique de la John F. Kennedy School of Government à l'Université Harvard.

## Carrière académique
Après avoir soutenu son doctorat, David Autor est professeur assistant au département d'économie du MIT. Il devient professeur titulaire en 2008. En parallèle, Autor est affilié à plusieurs institutions de recherche, parmi lesquelles le National Bureau of Economic Research et l'Institute of Labor Economics (IZA), et est éditeur d'importantes revues académiques comme le Journal of Economic Perspectives (2009-2014), le Journal of Labor Economics (2004-2006), le Journal of Economic Literature (2004–2006) et la Review of Economics and Statistics (2002-2008). Enfin, avec Joshua Angrist et Parag Pathak, il est co-directeur de la MIT School Effectiveness and Inequality Initiative (SEII), programme de recherche focalisé sur l'économie de l'éducation et les liens entre capital humain et distribution des revenus aux États-Unis.

## Recherches
Les travaux de David Autor sont variés et peuvent être catégorisés en cinq thématiques principales : (1) étude des inégalités, du changement technologique et de la mondialisation ; (2) handicap et participation sur le marché du travail ; (3) l'intermédiation sur le marché du travail ; (4) effets de voisinage, effets de contagion sur le marché immobilier et contrôle des prix ; enfin, (5) effets sur le marché du travail des protections contre les licenciements abusifs.
Son article le plus cité, coécrit avec Alan B. Krueger et Lawrence F. Katz, étudie l'effet de la demande croissante de compétence liée au changement technologique (skill-biased technological change) sur la répartition des revenus en fonction du niveau de diplôme aux États-Unis. Les résultats de ses recherches suggèrent que l'utilisation croissante du matériel informatique a augmenté les inégalités de salaire. 
Dans une étude remarquée publiée avec David Dorn et Gordon Hanson en 2013, il montre que l'exposition commerciale à la concurrence chinoise a augmenté le chômage et diminué les salaires dans les localités les plus soumises à la concurrence. L'étude conclut toutefois que l'ouverture commerciale est bénéfique pour la population dans son ensemble. Un papier des mêmes auteurs suivra en 2016 pour théoriser le désormais célèbre Choc chinois. Autor et ses collègues n'en ont pas moins soutenu l'Accord de partenariat transpacifique, dont les États-Unis se sont désengagés en janvier 2017, arguant du fait qu'un tel traité serait favorable aux industries des services américaines, tout en tirant les normes réglementaires chinoises vers le haut.